# Żarów
Żarów (germană Saarau) este un oraș în Polonia.

## Personalități
- Klaus von Beyme (n. 1934), analist politic